# Constantin Stere
Constantin G. Stere sau Constantin Sterea (n. 1 iunie 1865, Ciripcău, ținutul Soroca, Gubernia Basarabia, Imperiul Rus – d. 26 iunie 1936, Bucov, județul Prahova, Regatul României) a fost un om politic, jurist, savant și scriitor român, creatorul și ideologul poporanismului, fondatorul (împreună cu Garabet Ibrăileanu și Paul Bujor) al revistei literare Viața Românească. În tinerețe, pentru participarea la mișcarea revoluționară narodnicistă, este condamnat de autoritățile țariste la închisoare și surghiun în Siberia (1886-1892).

## Biografie
Stere a fost un luptător politic devorat nu de ambiții, ci de idealuri (distingerea aceasta e foarte importantă, deoarece e o trăsătură cauzală care diferențiază oamenii în serii tipologice). Așa s-a dezvăluit contemporanilor și tot astfel s-a fixat în memoria (câtă este) a posterității. Toate căderile sale catastrofale și nefericirile care l-au marcat se datorează acestei irepresibile pasiuni militante. Confirmat, încă din copilăria lui urgisită, ca un justițiar și un revoltat, Stere a fost animat (din adolescență până la bătrânețe) de ideea necesității reformării structurilor sociale și politice. A urât nedreptatea și alcătuirile strâmbe, a fondat o doctrină (un curent de idei), a elaborat proiecte reformatoare, s-a angajat să le înfăptuiască, și-a căutat prieteni și sprijinitori, s-a luptat cu adversarii. Într-un cuvânt, s-a aflat de pe la 14-17 ani și până pe la 66, mereu pe baricadă, pururea neliniștit, fără odihnă și răgaz. I-a fost viața, de el însuși așezată, veșnic în bătaia tuturor furtunilor. Hărțuit ca nimeni altul, s-a văzut lovit mișelește cu cele mai josnice sudalme, izgonit de acolo unde el pusese temelie, urmărit de ostilități tenace. Le-a suportat pe toate, deloc calm și senin, pentru că nu a țintit satisfacția unei cariere, ci realizarea unor convingeri: reformarea structurilor sociale și politice românești și unitatea națională. Și i se părea că înaltul ideal presupune, obligatoriu, orice sacrificiu. A îmbrăcat, aproape de copil, armura luptătorului neînfricat și nu a părăsit-o până în clipa din urmă. Era, incontestabil, multă utopie trează în proiectele sale reformatoare. Dar care proiect reformator nu ascunde în cutele sale utopia, hotărându-i eșecul, total sau parțial? Stere se vedea pe sine nu ca pe un militant, ci drept intelectualul înclinat spre cugetare și elaborarea de ample lucrări sociologico-doctrinare. A spus-o în această confesiune către Francisc Rainer: „Eu nu sunt om politic. Eu sunt un publicist, un om care gândesc asupra lucrurilor importante, de interes obștesc și care simt chemarea să îndrumez lumea." Însă ultima parte a confesiuni îl dovedește tocmai pe militant. Pentru că numai acesta, și nu cugetătorul de cabinet, simte chemarea să „îndrumeze lumea". Autodefinirile sale conțineau însă și un adevăr. Stere nu era un politicianist avid de putere, nu voia demnitățile conducerii. De aceea, poate, a și fost mereu înfrânt. El elabora doctrine, proiecte, programe, strategii.
De aceea au exploatat cu multă îndemânare greșelile comise de Stere, reușind să mobilizeze împotriva lui toate resentimentele opiniei publice. Într-o clipă au fost uitate toate meritele pe care le avea Stere. Burghezimea română a înțeles să plătească cu ingratitudine serviciile pe care el le-a adus cauzei naționale. Țărănimea, pentru emanciparea căreia a luptat din răsputeri cu condeiul, cuvântul și fapta, n-a știut să facă zid în jurul celui mai aprig și destoinic susținător al ei. Doar basarabenii au meritul de a fi încercat o rezistență. Cele 36.000 de voturi cu care ei au trimis pe Stere în Parlament sunt dovada unei conștiințe cetățenești care face cinste Basarabiei. Impresionantă manifestație, dar incapabilă să apere de prigoană pe doctrinarul țărănismului integral. Culmea ironiei o constituie faptul că tocmai partidul național-țărănesc, la ale cărui întemeiere, organizare și expansiune Stere a avut un rol covârșitor, găsește cu cale să-i dea lovitura de grație. O sumedenie de oameni care n-au avut nimic cu țărănimea și cu democrația s-au pomenit peste noapte beneficiari ai regimului țărănist, în timp ce campionul cel mai vrednic al democrației țărănești e pur și simplu dat afaraă din partid. E unul dintre cele mai penibile spectacole pe care le-a oferit democrația română. Această ispravă a politicienilor a avut însă urmări din cele mai fericite. Ea a dat literaturii pe romancierul Stere. Pentru acest dar așa de prețios literatura română e recunoscătoare ingratitudinii țărăniștilor.

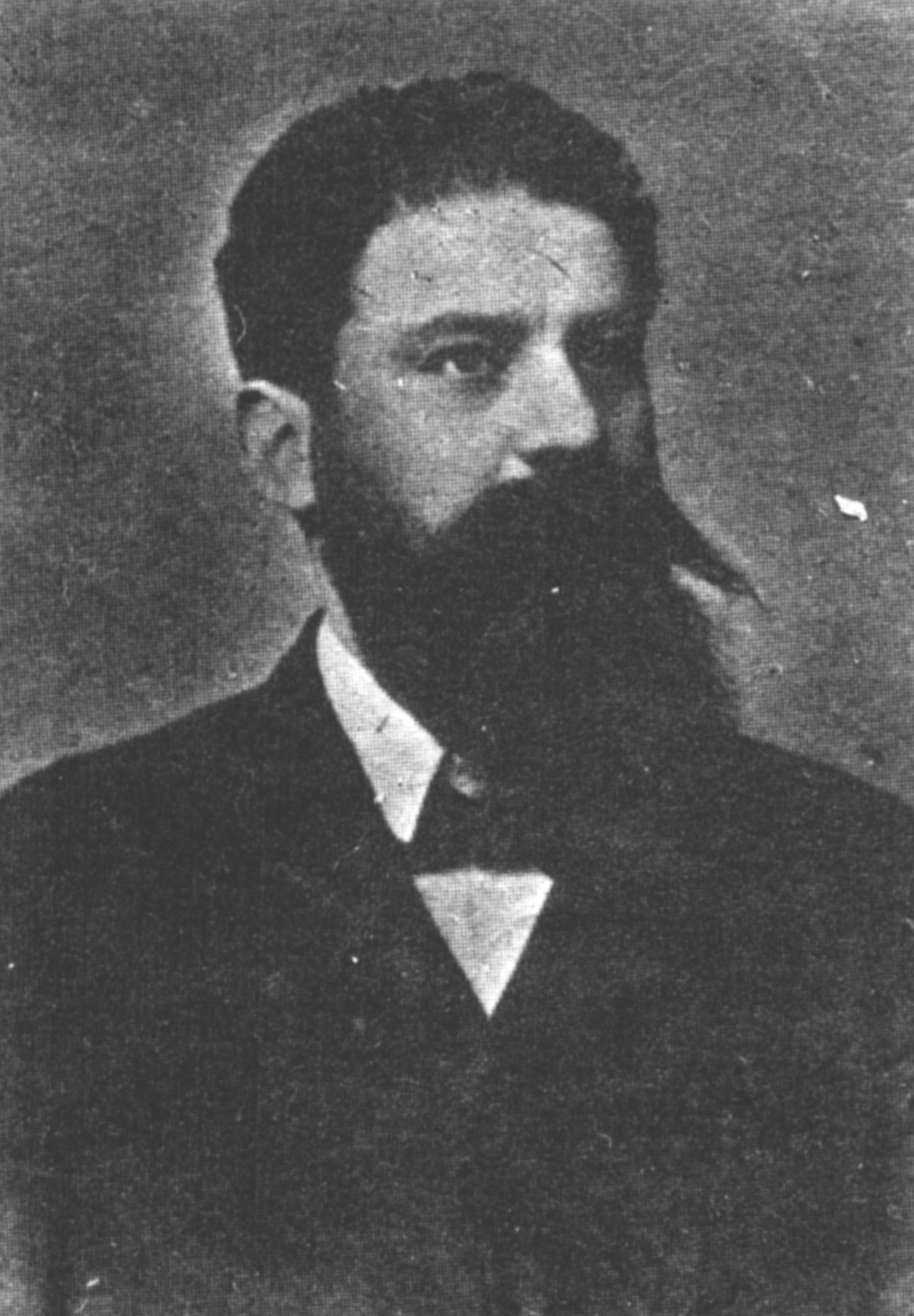
Constantin Stere în 1895

La întoarcere se stabilește la Iași, unde-și face studiile la Facultatea de drept. În 1897 susține teza de licență, în 1901 începe cariera de pedagog de la gradul de profesor suplinitor iar în 1913 a fost ales rector. În 1916 își dă demisia și pleacă la București. Timp de 40 ani a desfășurat activitate publicistică remarcabilă fiind fondatorul și conducătorul revistei Viața românească, apărută la 1 martie 1906.
După ce și-a afirmat concepțiile sale și crezul său politic în Evenimentul literar, revistă în care a debutat ca publicist în 1893, la 14 martie 1901, Constantin Stere a fost numit profesor suplinitor la catedra de drept administrativ și constituțional a Facultății de Drept din Iași, iar în 1903 a devenit profesor titular.
A făcut parte din partidul liberal, a înființat partidul țărănesc, a luptat pentru organizarea politică a țărănimii, dar carieră politică nu a putut face. A militat pentru înfăptuirea cerințelor esențiale ale revoluției burghezo-democratice: reforma agrară și votul universal. Destinul său de om politic a stat însă sub semnul tragismului. A fost al doilea președinte al Sfatului Țării (2 aprilie - 25 noiembrie 1918), jucând un rol important în Unirea Basarabiei cu România.
Pe data de 23 ianuarie 1918, în Bucureștiul ocupat de trupele germane, în ziarul Lumina, condus de Constantin Stere, Liviu Rebreanu își publica schița Bibi (manuscrisul fiind datat 19 august 1915 și poartă dedicația „Pentru Puia, când va fi mare”). Tot aici, în lunile februarie și martie, vor mai apărea și alte scrieri ale romancierului ardelean: Norocul, Soacra Sfântului Petru.
La sfârșitul secolului al XIX-lea și în primul deceniu al secolului al XX-lea, când ani de-a rândul România a fost zguduită de puternice și repetate răscoale țărănești, culminând cu marea răscoală țărănească din 1907, iar viața politică a țării evolua sub amprenta problemelor rurale, într-o țară în care proletariatul în curs de formare reprezenta doar 3% din populația generală a țării, Constantin Stere considera că țărănimea este factorul fundamental al progresului social și spre aceasta trebuie să-și îndrepte toată atenția un revoluționar, în general oamenii politici progresiști care își propun să servească poporul. Acest crez a stat la baza ideologiei poporaniste, lansate de Constantin Stere la sfârșitul secolului al XIX-lea, acestui ideal i-a rămas credincios până la sfârșitul vieții.
Constantin Stere s-a retras la conacul Bucov, din județul Prahova, unde a renunțat la preocupările politice. S-a stins din viață la 26 iunie 1936, la Bucov. Deși apreciat ca om politic, nu a dovedit același talent în ceea ce privește creația sa literară.

## In memoriam
În anul 2002 s-a constituit Fundația Constantin Stere, care are ca obiective conservarea și promovarea operei lui Constantin Stere, editarea unor cărți privind activitatea acestui om politic, savant și scriitor român, înființarea unui centru cultural basarabean pe lângă Muzeul Constantin Stere, înființarea premiului anual Constantin Stere pentru literatură și alte acțiuni ce vizează dezvoltarea memoriei acestei personalități istorice.
În 2010 a fost ales membru post-mortem al Academiei Române.
În 2020, a fost dezvelit un bust reprezentându-l pe Constantin Stere în orașul Rezina din Republica Moldova, opera sculptorului moldovean Veaceslav Jiglițchi.

## Publicații
- Marele răsboiu și politica României, Editura Ziarului Lumina, 1918
- În preajma revoluției, vol. 1, Smaragda Theodorovna, Editura Adevĕrul
- În preajma revoluției, vol. 2,  Copilăria și adolescența lui Vania Răutu, Editura Adevĕrul
- În preajma revoluției, vol. 3, Lutul, Editura Adeverul
- În preajma revoluției, vol. 4, Hotarul, Editura Adeverul
- În preajma revoluției, vol. 5, Nostalgii, Editura Adeverul
- În preajma revoluției, vol. 6, Ciubărești, Editura Adeverul
- În preajma revoluției, vol. 7, Un ajun, Editura Adevĕrul
- În preajma revoluției, vol. 8, Uraganul, Editura Adevĕrul
- În literatură, Editura Viața Românească, Iași, 1921
- Partidul Național Țăranesc și "Cazul Stere", documentări și lămuriri politice, Atelierele "Adevărul", 1930
- Un caz de conștiință, Editura Viața Românească, 1921
- Judecat și condamnat de el însuși, Tipografia Lumina Moldovei, Iași, 1921
- Patru zile în Ardeal: impresii fugitive, Editura Librăriei H. Steinberg & Fiu,